# Greenville (Nova Hampshire)
Greenville é uma cidade  localizada no estado americano de Nova Hampshire, no Condado de Hillsborough.

## Demografia
Segundo o censo americano de 2000, a sua população era de 2224 habitantes.

## Geografia
De acordo com o United States Census Bureau tem uma área de
17,8 km² landoppervlakte.

## Localidades na vizinhança
O diagrama seguinte representa as localidades num raio de 20 km ao redor de Greenville.